# 圣热尼德桑通日
圣热尼德桑通日（法語：Saint-Genis-de-Saintonge，法語發音：[sɛ̃ ʒəni də sɛ̃tɔ̃ʒ]，意为“桑通日的圣热尼”）是法国滨海夏朗德省的一个市镇，位于该省南部，属于容扎克区。

## 地理
圣热尼德桑通日（45°28'59"N, 0°34'5"W）面积11.02 平方千米，位于法国新阿基坦大区滨海夏朗德省，该省份为法国西部滨海省份，北起旺代省，西临大西洋，南至吉倫特省，东南接多爾多涅省，东北接德塞夫勒省接壤，东临夏朗德省。
与圣热尼德桑通日接壤的市镇（或旧市镇、城区）包括：布瓦、克利永、莫纳克、普拉萨克、圣帕莱德菲奥兰、圣西吉斯蒙-德克莱蒙。
圣热尼德桑通日的时区为UTC+01:00、UTC+02:00（夏令时）。

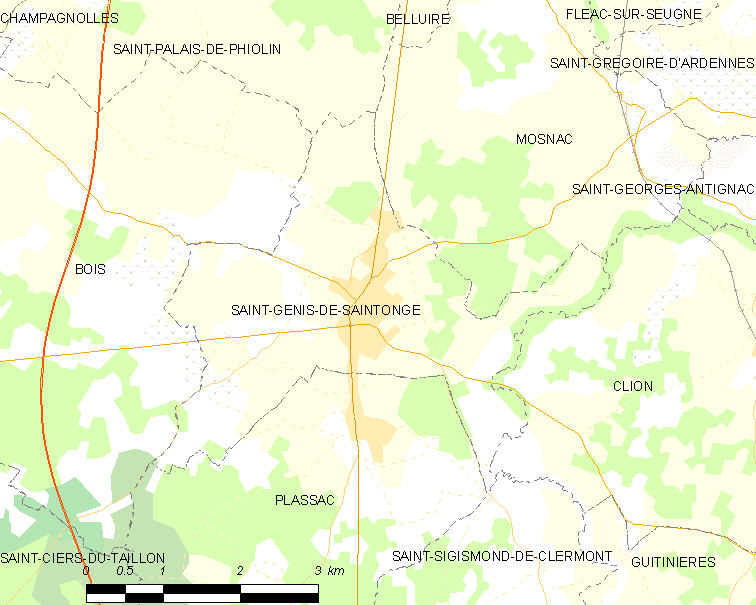
圣热尼德桑通日的OSM定位图

## 行政
圣热尼德桑通日的邮政编码为17240，INSEE市镇编码为17331。

## 政治
圣热尼德桑通日所属的省级选区为蓬镇县。

## 经济
圣热尼德桑通日因出产爆米花而闻名。

## 交通
圣热尼德桑通日是这一地区的一个公路枢纽，滨海夏朗德省省道D2线、D137线、D143线和D146线在境内交汇。

## 人口

1962-2008年间圣热尼德桑通日人口变化图示

圣热尼德桑通日于2022年1月1日时的人口数量为1252人。